# Trzemeszna
Trzemeszna [pronunciación en polaco: /tʂɛˈmɛʂna/] es un pueblo en el distrito administrativo de Gmina Tuchów, dentro del Distrito de Tarnów, Voivodato de Pequeña Polonia, en el sur de Polonia. Se encuentra aproximadamente 6 kilómetros al norte de Tuchów, 11 kilómetros al sudeste de Tarnów, y 82 kilómetros al este de la capital regional, Cracovia.